# アカテタマリン
アカテタマリン（Saguinus midas）は、哺乳綱霊長目オマキザル科に分類されるタマリン。オレンジ色の手足が特徴的であり、ミダスタマリンの名でも知られている。

## 分布
ブラジル北部、ガイアナ、フランス領ギアナ、スリナム、ベネズエラ
アマゾン川流域の北東部に分布する。模式産地はスリナムとされている。

## 形態
頭胴長（体長）20.5–28センチメートル、尾長31.5–44センチメートル、体重400–550グラム。
全身がほぼ黒く、背面に淡黄色から赤色の毛が混じる。四肢の先端はオレンジ色。

## 分類
種小名midasはギリシア神話のミダス王に由来し、本種の特徴的な手足の色にちなんでいる。あるいは大きな耳介を『王様の耳はロバの耳』になぞらえたとする見解もある。
かつてアマゾン川河口部の南東地域にいる手足が黒い個体群は本種の亜種と考えられていたが、現在は別種であるクロテタマリンS. nigerとして扱われている。さらにS. nigerとされていたトカンチンス川以東の個体群をS. ursulusとして分ける説もある。これらの種はいずれもS. midas groupとしてまとめられており、ブラックタマリンという総称でも知られている。

## 生態
1日のほとんどは木の上で過ごす。
寿命は野生で10年以上とされ、飼育下での平均寿命は21年。主に果物、花、昆虫、カエル、クモ、トカゲを食べる。天敵は小型ネコ類や猛禽類、ヘビなどが挙げられる。
雌雄のペアとその子供から成る家族単位の群れを作る。繁殖期の雄の間でも、群れ内での競争は少ない。通常2–6頭、最大で15頭ほどの集団を形成する。群れに複数の成獣雌がいる場合、群れ内で最も順位の高い雌が繁殖する。
妊娠期間は140–145日で、通常2頭の幼獣を産む。幼獣の世話には群れ内の成獣すべてが参加する。幼獣は生後2–3か月で離乳し、16–20か月で性成熟に達する。